# Història secreta dels mongols

Títol original escrit en alfabet mongol tradicional

La Història secreta dels mongols és la primera obra literària escrita en llengua mongola. És una obra poètica de caràcter èpic que relata la pujada al poder del famós dirigent mongol Genguis Kan.
L'obra conté molts passatges fantasiosos, així com informació impossible de comprovar per altres fonts, és per això que el seu valor com a document històric sempre s'ha qüestionat.
Malgrat això, la Història secreta és l'única obra sobre el sorgiment i l'expansió de l'Imperi mongol que prové dels propis mongols.
Quasi totes les dades conegudes sobre l'expansió mongola al segle xiii, que arribà a constituir l'imperi més extens de la història de la humanitat des d'Àsia oriental (Corea) fins a Europa central, provenen d'escrits dels pobles conquistats, enemics dels mongols. Això converteix la Història secreta dels mongols en un document únic, que al marge de la versemblança de gran part del contingut, presenta una visió interna de l'Imperi mongol.

## Origen
Fins a la pujada al poder de Genguis Kan, l'idioma mongol mancava de representació escrita. Va ser el propi Genguis Kan qui ordenà l'adopció d'un alfabet per al mongol, pres dels uigurs, que en aquella època feien servir un alfabet d'origen sogdià. La Història secreta es compilà en aquest alfabet en un primer moment; el text que ens ha arribat ens diu que l'obra es completà en un any de la rata segons l'horòscop xinés. Això ha portat els historiadors a proposar l'any 1228 com el moment més probable de la compilació del text, excloent-ne la secció final, que narra l'entronització del successor de Genguis Kan, Ögödei Qan, que podria ser un afegit posterior. Si aquesta secció fos part del treball original, l'any de compilació hauria de ser 1240, següent any de la rata.
El manuscrit que ens ha arribat data, però, del segle xiv, i està escrit en caràcters xinesos usats per a representar fonèticament la llengua mongola, la forma escrita de la qual havia caigut en desús en el moment en què es transcrigué aquesta versió posterior, que s'ha conservat fins ara. Aquesta versió de l'obra conté, amb el text mongol en caràcters xinesos, un resum del text en xinés clàssic.

## Estructura de l'obra
L'obra comença parlant dels orígens llegendaris dels mongols, que procedirien d'un llop i una daina; continua amb els avantpassats de Genguis Kan i relata la seua vida, descrivint els fets que el dugueren a assumir el poder i a unificar els diferents pobles mongols. L'obra té estructura típica de saga, amb molts passatges en vers, i també amb diàlegs. La darrera part explica la primera meitat del regnat d'Ögödei, successor de Genguis Kan. L'obra acaba amb una reunió al palau d'Ögödei, cap a l'any 1240. És possible que aquesta darrera part en siga un afegitó posterior.

## Versemblança de l'obra
L'absència d'altres fonts amb què comparar la informació fa molt difícil saber quins fragments de la narració corresponen a fets reals.
Hi hagué una altra obra històrica escrita pels mongols, l'Altyn debter (Llibre d'or), que no ha arribat als nostres dies, però que va servir per a compilar les històries sobre els mongols escrites pels perses i els xinesos. La comparança amb aquestes altres obres de xinesos i perses recolza la credibilitat d'algunes parts de la Història secreta. A més a més, hi ha passatges en què es narren successos que no afavoreixen a Genguis Kan, com l'afirmació que aquest tenia por als gossos o que havia assassinat a un dels seus mig germans. Aquestes històries no tindrien sentit en una obra panegírica, i semblen confirmar-ne la versemblança. L'estil èpic i fantasiós, però, que adorna tota la narració exigeix en l'historiador una crítica de la font per mantenir el valor de l'obra com a referència històrica, tant com la seua vàlua literària.

## Traduccions
Les úniques còpies de l'obra que es conserven eren transcripcions de l'original, escrit en mongol amb caràcters xinesos, acompanyades d'un glossari i traducció de cada secció al xinés clàssic. A la Xina aquest text fou molt conegut com una obra per a ensenyar la lectura i escriptura de la llengua mongola als xinesos durant la dinastia Ming, i la traducció xinesa se'n feu servir en algunes obres històriques; però ja al s. XIX, les còpies s'havien tornat rares.
Baavuday Tsend Gun (1875-1932) fou el primer acadèmic mongol que va transcriure la Història secreta al mongol contemporani, entre 1915 i 1917, durant el kanat de Bogd. El primer occidental que descobrí aquesta obra i oferí una traducció del glossari xinés fou el sinòleg rus Palladiy Kafarov. Les primeres traduccions del text mongol reconstruït les realitzà el sinòleg alemany Erich Haenisch (edició del text original reconstruït al 1937; traducció del 1941, segona edició del 1948) i Paul Pelliot (ed. 1949). B. I. Pankratov en publicà una traducció al rus el 1962. Posteriorment, Tsendiin Damdinsüren va transcriure la crònica al mongol el 1970.
Arthur Waley en publicà una traducció parcial, però la primera versió completa en anglés es deu a Francis Woodman Cleaves: The Secret History of the Mongols: For the First Time Done into English out of the Original Tongue and Provided with an Exegetical Commentary. Com el seu vocabulari arcaic no era satisfactori, entre 1971 i 1985 Igor de Rachewiltz en publica una nova traducció en onze volums de la sèrie Papers on Far Eastern History amb àmplies notes que comentaven la traducció i aspectes de la cultura de Mongòlia.